# GSat–7
GSat–7 (Insat–4F) az indiai haditengerészet első önálló távközlési műholdja.

## Küldetés
India haditengerészete bérelt műholdat használt egységeinek összeköttetésére. A távközlési műholdat kizárólag a haditengerészet és a tengerparti őrség használja a hadihajók, a tengeralattjárók, a repülőgépek és a kapcsolódó szárazföldi rendszerek közötti kommunikációra és információval való ellátására. A haditengerészet az űreszközzel önállósította távközlését.

## Jellemzői
Építette és üzemeltette az ISRO Satellite Centre, az Indiai Űrkutatási Szervezet (angolul: Indian Space Research Organisation) vállalata.
Megnevezései: Gsat–7 (Geostationary Satellite); Insat–4F (Indian National Satellite System); COSPAR: 2013-044B; Kódszáma: 39234.
2013. augusztus 29-én a Kourou rakétabázisról az ELA-3 (LC–Launch Complex) jelű indítóállványról egy Ariane–5 (ECA VA-215) hordozórakétával állították közepes magasságú Föld körüli pályára. Az orbitális pályája 1473 perces, 0,06 fokos hajlásszögű, geostacionárius pálya perigeuma 35 779 kilométer, az apogeuma 35 806 kilométer volt.
Három tengelyesen stabilizált (csillag-Föld érzékeny) űreszköz. Formája téglatest, méretei 3,1x1,7x2 méter, tömege 2650 kilogramm. Tervezett szolgálati ideje 7 év. Az űreszközhöz napelemeket rögzítettek, 3000 watt), éjszakai (földárnyék) energiaellátását nikkel-kadmium akkumulátorok biztosították. A stabilitás és a pályaelemek elősegítése érdekében gázfúvókákkal volt felszerelve. Az űregység UHF-sávos, S-sávos, C-sávos és Ku-sávos transzponderekkel dolgozik. Távközlési berendezései közvetlen digitális rádió- és internet átviteli szolgáltatás, tömörített televíziós műsorszórás és más kommunikációs szolgáltatások (rádió, telefon, navigációs, távoktatás). A napelemek, az antenna és a stabilizátor rúd a napenergia vitorla sikeresen kinyíltak.